# Wasserburg Flügelau
Die Wasserburg Flügelau ist eine abgegangene Wasserburg in einer feuchten Wiesenniederung an der Mündung des Herrenbaches in die Maulach etwa einen Kilometer südwestlich von Crailsheim-Roßfeld im Landkreis Schwäbisch Hall in Baden-Württemberg.

## Geschichte
Erste indirekte Nennung der Burg um 1240 mit „Chrafto comes de Flugelawe“. Die Literatur geht teilweise – vorsichtig – davon aus, dass die fränkischen Maulachgaugrafen auf Flügelau gesessen hätten.
Namentlich von ihnen bekannt ist ein Heinrich, der vor 1050 in zwei Urkunden erwähnt wird; zugleich aber wird als Erbauer Konrad, der erste Graf von Flügelau, genannt und eine sichere Ersterwähnung der Burg gegen 1250 behauptet. Das Geschlecht der Flügelau soll im Mannesstamm Anfang des 14. Jahrhunderts ausgestorben und die Burg dann schon vor 1357 verfallen sein.

## Beschreibung
Ein etwa drei Meter hoher Erdhügel erhebt sich inmitten eines Gevierts von an manchen Stellen nur noch schwach zu erkennenden, flacheren Erdwällen, sie sind an der Nordseite auffälliger ausgebildet. Entwässerungsgräben jüngeren Datums scheinen an zwei Seiten der Kontur der Anlage zu folgen, einer quert sie. Von der ehemals rechteckigen Turmburg mit Wallgraben und Vorburg sind keine Mauerreste mehr zu sehen.